# 基督教會座堂 (沃特福德)

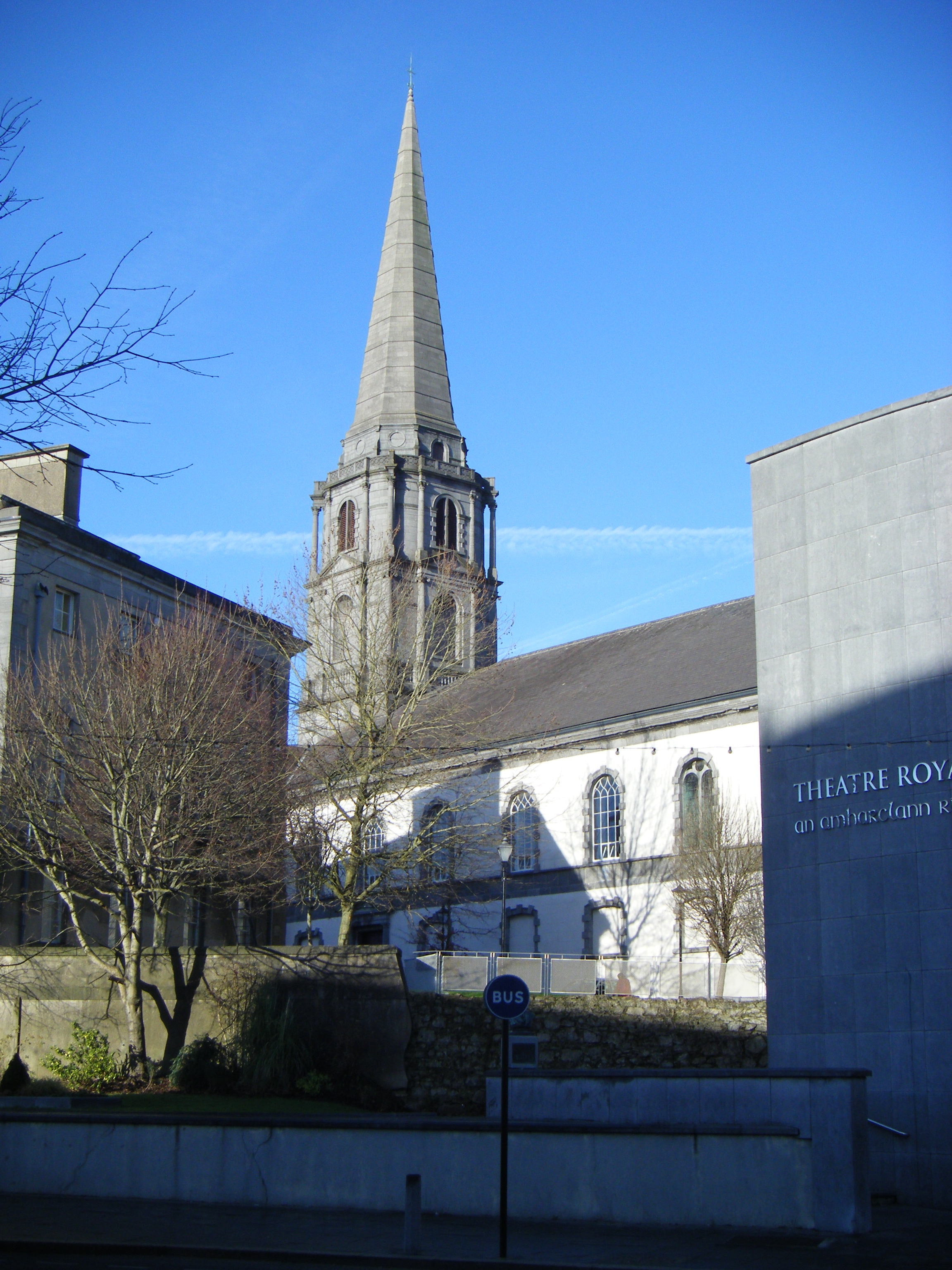
基拉盧座堂

基督教會座堂（英語：Christ Church Cathedral），正式名稱是基督教會聖三一座堂，是愛爾蘭城市沃特福德的一座愛爾蘭教會的教堂。這裡在歷史上的首座教堂修建於11世紀。現在的教堂修建於18世紀。在修建新教堂的過程中，發現了中世紀教堂的遺跡。